# Archidiocèse de Passo Fundo
L'archidiocèse de Passo Fundo est une circonscription ecclésiastique de l'Église catholique au Brésil.
Son siège se situe dans la ville de Passo Fundo, dans l'État du Rio Grande do Sul.
Son archevêque est depuis 2015 Rodolfo Luís Weber (pt).